# Кацай, Алексей Афанасьевич
Алексей Афанасьевич Кацай (7 июня 1954 года, Норильск — 9 мая 2021 года, Кременчуг) — советский и украинский поэт, прозаик. Писал на русском и украинском языках. Член Национального союза писателей Украины с 1999 года.

## Биография
Алексей Кацай родился 7 июня 1954 года на Таймыре, в Норильске. С 1966 года жил в УССР, в Кременчуге. В 1986 году окончил Полтавский инженерно-строительный институт.
Работал радиомонтёром, электриком, слесарем контрольно-измерительных приборов, инженером-технологом. В 90-х начал заниматься журналистикой. Был корреспондентом, телекорреспондентом, выпускающим редактором, главным редактором газеты, работал главным специалистом по информационно-аналитическим вопросам Автозаводского райисполкома Кременчуга. Основал с единомышленниками общественную организацию «Ассоциация гуманитарно-информационных технологий», бессменным руководителем которой являлся с 1998 по 2011 год. Директор программ Ассоциации развития местного самоуправления «Наш дом — Кременчуг». Активно занимается другой общественной работой.
Входил в состав Совета Полтавской областной организации НСПУ.
Проживал в Кременчуге. Умер 9 мая 2021 года.

## Творчество
Первая публикация (поэтическая подборка в городской газете «Кременчугская Заря») относится к 1986 году, в том же году стал лауреатом областного конкурса «Поэтическая весна-86». Публиковался в местной и республиканской периодической печати, журналах «Днепровская волна» и «Танграм» (Кременчуг), «Наука-Фантастика» (Киев), «Мансарда» (Санкт-Петербург). Работает в основном в жанре фантастики и научно-фантастической поэзии.
Автор поэтических книг «Незнакомец Эхо» (1997), «Колокола Атлантиды» (1997), «Сонетография Планеты Погибших звездолётов» (1998), «Как Прибулько темноты боялся» (детская стихотворная сказка; 1998), «Via est vita» (рус.; 2001), «Глубинное опьянение» (2005). Также «Приключения в Галактике Цветов», повестей «Скотомогильник», киносценария «Эффект подсолнечника».
Подготовлены к печати фантастические романы «Ад» и «Тарзанариум Архимеда». В 2013 году за роман «Ад» был удостоен полтавской областной премии им. Леонида Бразова.
Творчество Кацая философски направлено на поиск места человека во Вселенной и, наоборот, места Вселенной в человеке. Отдельные стихи Кацая переведены на польский язык.

## Работы
- «Незнакомец Эхо» (Кременчуг, 1997),
- «Дзвони Атлантиди» (Кременчуг, 1997),
- «Сонетографія Планети Загиблих зорельотів» (Кременчуг, 1998),
- «Як Прибулько темряви боявся» (К., 1998),
- «Via est vita» (рус.; Кобеляки, 2001),
- «Глубинное опьянение» (Кременчуг, 2005),
- «Кварцовий Lітак» (Кременчуг, 2008),
- «Пекло» (Львов, 2007; рус.; М., 2006),
- «Капітан космічного плавання» (К., 2009),
- «Тарзанаріум Архімеда» (интернет-роман).